# دوين أرمسترونغ
دوين أرمسترونغ (بالإنجليزية: Duane Armstrong)‏ هو رسام أمريكي، ولد في 25 ديسمبر 1938 في فريسنو في الولايات المتحدة.